# II Liceum Ogólnokształcące im. Marii Konopnickiej w Łomży

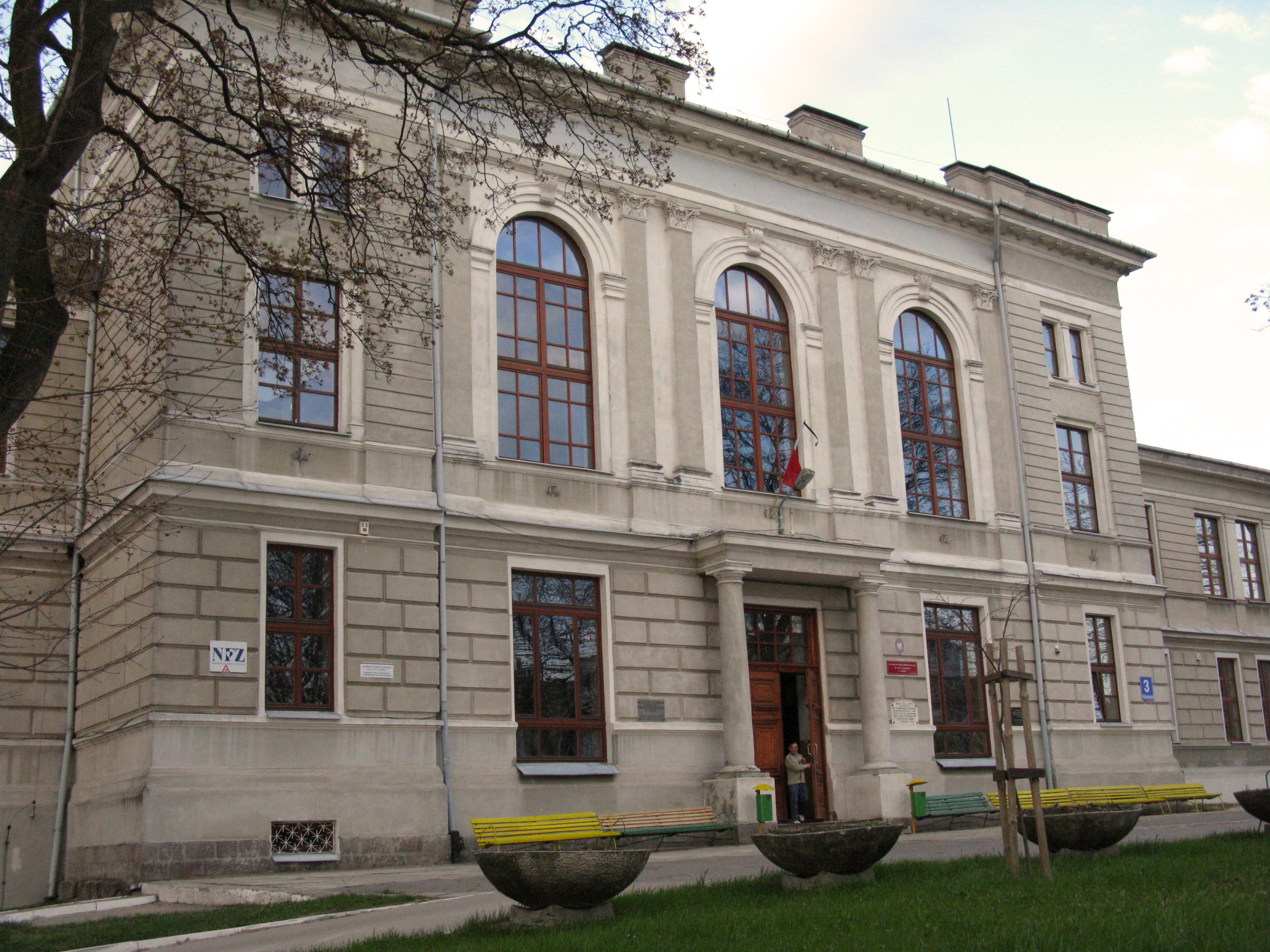
Budynek II LO w Łomży

II Liceum Ogólnokształcące im. Marii Konopnickiej – publiczne liceum ogólnokształcące w Łomży. Szkoła powstała w 1992, jednak swoimi tradycjami nawiązuje do przedwojennego łomżyńskiego gimnazjum żeńskiego.

## Absolwenci
- Hanka Bielicka (1915–2006) – aktorka, artystka kabaretowa i romanistka
- Regina C. Elandt-Johnson (1918–2011) – polsko-amerykańska matematyczka w zakresie statystyki
- Halina Miroszowa (1920–2014) – dziennikarka radiowa i telewizyjna, związana z Telewizją Polską
- Donata Godlewska (1925–2017) – historyczka i archiwistka, działaczka społeczna, Honorowa Obywatelka Łomży